# Aiming for Your Head
Aiming for Your Head è il secondo album del gruppo musicale neozelandese dei Betchadupa, pubblicato nel 2004.
La canzone dalla quale l'album prende il nome fa parte della colonna sonora della serie televisiva Blue Water High.

## Tracce
1. My Army of Birds and Gulls
2. Who's Coming Through the Window?
3. Move Over
4. My Song
5. Diversions
6. Aiming for Your Head
7. The Ocean Is the Cure
8. Weekend
9. RT 10 90
10. Design
11. The Bats of Darkwell Lane
12. Running Out of Time